# 主よ御許に近づかん
「主よ 御許に近づかん」（しゅよ みもとにちかづかん、英: Nearer, My God, to Thee）は、賛美歌の一つ。教団、会派によって歌集番号や一部歌詞が異なる。
日本基督教団『讃美歌 (1954年版)』320番、日本基督教団『讃美歌21』434番、日本福音連盟『聖歌』260番、日本福音連盟『新聖歌』510番、日本教会音楽研究会『聖歌 (総合版)』238番、福音讃美歌協会『教会福音讃美歌』407番、日本バプテスト連盟『新生讃美歌』603番、日本福音ルーテル教会『教会讃美歌』471番、セブンスデー・アドベンチスト教団『希望の讃美歌』344番、インマヌエル讃美歌委員会『インマヌエル讃美歌』25番、日本聖公会『日本聖公会聖歌集』519番、日本聖公会『古今聖歌集 (日本聖公会)』430番、聖歌集改訂委員会『カトリック聖歌集』658番。

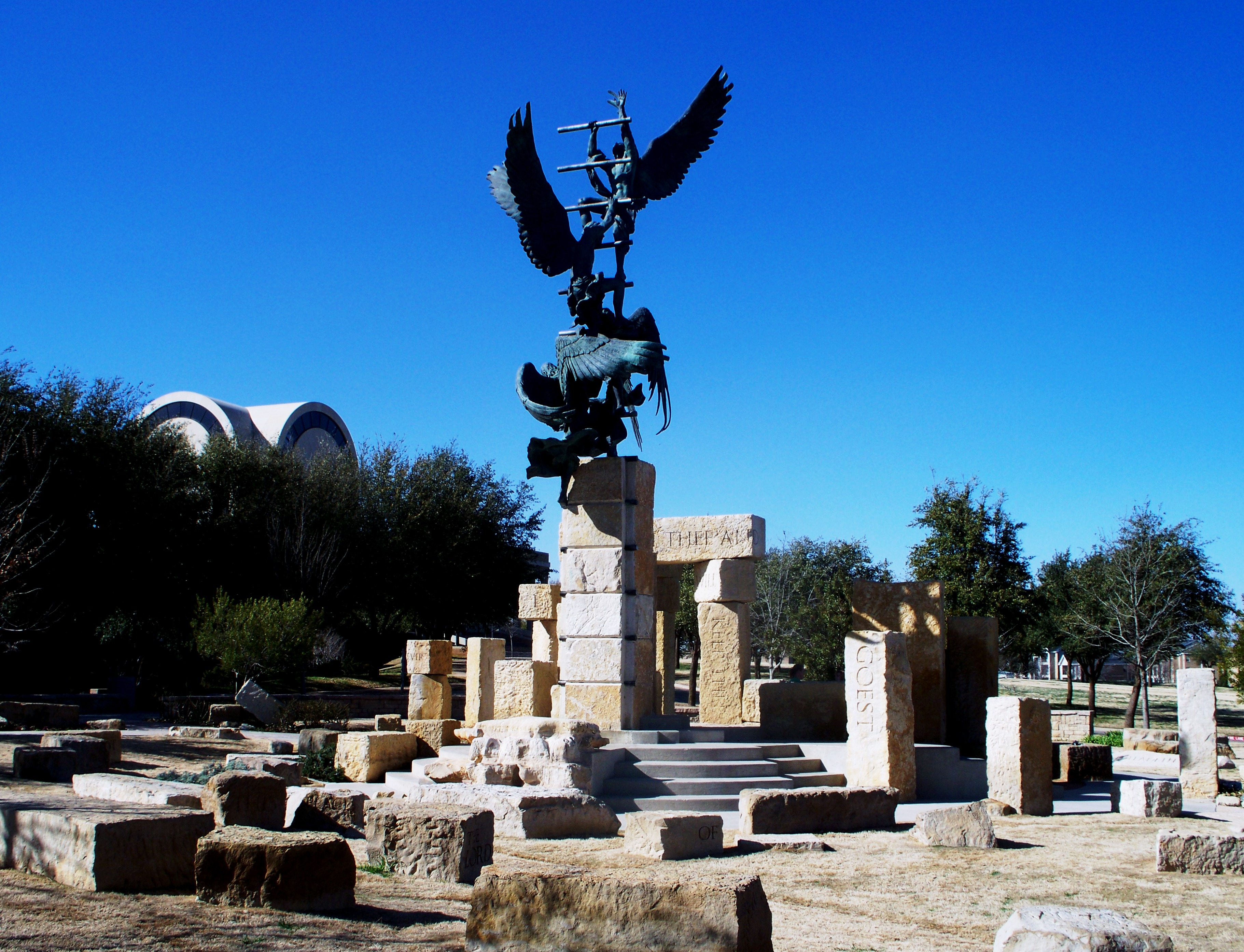
テキサス州アビリーン市のアビリーンクリスチャン大学キャンパスにあるアート作品"ヤコブの夢"

## 概要
原曲は元々民謡として以前より存在していたとも言われており、詞は『旧約聖書』創世記28章11節・12節を基に19世紀にイギリスのサラ・フラー・アダムスによって書かれた。現在知られている旋律は、アメリカ合衆国の作曲家、ローウェル・メイスンによって書き起こされた「ベサニー（Bethany）」を基にしている。ほかにもジョン・ダイクスの「ホーベリー（Horbury）」や、サミュエル・セバスチャン・ウェスレーの「コミュニオン（Communnion）」がある。メソジストはアーサー・サリヴァンによって書かれた旋律「Propior Deo」を好む。

## エピソード
- 1912年、豪華客船タイタニック号が沈没する際、沈みゆく船上で同船のバンドメンバー（沈没で全員犠牲になる）が演奏したという。この話は1997年の映画『タイタニック』をはじめとするタイタニック号の沈没を描いた複数の映画に取り入れられている。タイタニック号のバンドマスターのウォレス・ハートリーはこの歌を好み、彼の葬式での上演を望んでいたという。彼は英国人のメソジスト教徒で、"Bethany" だけではなく "Horbury" や "Propior Deo" を知っていたと推測される。
- アメリカの第25代大統領ウィリアム・マッキンレーやイギリスのエドワード7世の愛唱歌でもある [1]。
- アメリカ人婦人宣教師ジェニー・カイパーがフェリス女学院院長の時に、関東大震災に被災し建物の下敷きになり、この讃美歌を歌いながら殉職した。

## 登場する作品
- テレビアニメ『フランダースの犬』の最終回のクライマックスのBGM。
- テレビアニメ『赤毛のアン』のマシュウ・カスバートの葬式の挿入歌。
- 複数のタイタニック号の沈没を描いた映画の挿入曲。
- アニメ映画『銀河鉄道の夜』でタイタニック号をモチーフにしたと推定される沈没船の場面でコーラスバージョンが挿入される[2]。
- テレビアニメ『みつどもえ 増量中!』の第4話のエンディングテーマ。
- 漫画『天を見つめて地の底で』の第2部「果てしなき航海」でバンドメンバーがタイタニック号と運命を共にすることになった乗員乗客のために演奏していたが、遂に船が沈没する直前に賛美歌「主よ御許に近づかん」が船内に流れた。
- 漫画『エロイカより愛をこめて』の「アラスカ最前線」で、情報部員達全員がアラスカへ長期出張に出る際に。輸送機の中で歌おうとする。
- テレビドラマ版『私は貝になりたい』で、主人公の清水豊松（演：所ジョージ）と同房になった死刑囚（演：柳葉敏郎）が刑場に連行される際に、本人と他の死刑囚達が歌っている。
- 『男はつらいよ 寅次郎純情詩集』（シリーズ18作目）マドンナ柳生綾（京マチ子）の葬儀において教会で参列者が歌う。
- 映画『マチネの終わりに』で、ギタリスト祖父江先生の葬式の挿入歌。

## 英語の一般的な歌詞
| Nearer, my God, to Thee, Nearer to Thee! E'en though it be a cross That raiseth me; Still all my song shall be,. Nearer, my God, to Thee, Nearer, my God, to Thee, Nearer to Thee! Though like the wanderer, The sun gone to down, Darkness be over me, My rest a stone; Yet in my dreams I'd be Nearer, my God, to Thee, Nearer, my God, to Thee, Nearer to Thee! There let the way appear, Steps unto heaven: All that thou sendest me, In mercy given: Angels to beckon me Nearer, my God, to Thee, Nearer, my God, to Thee, Nearer to Thee! Then with my waking thoughts Bright with Thy praise, Out of my stony griefs Bethel I'll raise; So by my woes to be Nearer, my God, to Thee, Nearer, my God, to Thee, Nearer to Thee! Or if on joyful wing, cleaving the sky Sun, moon, and stars forget, Upward I fly, Still all my song shall be Nearer, my God, to Thee, Nearer, my God, to Thee, Nearer to Thee! | わが神よ、御許に近づかん、御許に近づかん。 たとえ私を高く持ち上げるものが十字架であったとしても、 なおも、わが歌の全ては、 わが神よ、御許に近づかん、わが神よ、御許に近づかん。 さすらう者のように日が暮れ、 暗闇が私を覆い石の上に枕しても、 それでもわが夢の中でこうありたい。 わが神よ、御許に近づかん、わが神よ、御許に近づかん。 道をそこに現出せしめよ、天にとどく階段を。 全てはあなたが私に送って下さったもの、憐れみの内に与えられたもの。 み使いたちが私を誘う。 わが神よ、御許に近づかん、わが神よ、御許に近づかん。 その時、私は覚醒した思いで、あなたへの讃美で溌剌としている。 石のような嘆きから抜け出して、私は「神の家」を建てよう。 だから、私の深い悲しみによって わが神よ、御許に近づかん、わが神よ、御許に近づかん。 もし喜びに満ちた翼に乗り、空を突き抜け、 日、月、星々を無視し私が高く駆け上っても、 なおも、わが歌の全ては、 わが神よ、御許に近づかん、わが神よ、御許に近づかん。 |

## 日本語への翻訳
| 摂津第一公会刊「讃美歌集」（1874年） | 現代カトリックの歌詞 |
| --- | --- |
| 我の神に近づかん よしや優（うれひ）に忍びなん われ歌ふべき吾の神に 近づかましともならん さまよふままに我等も 目さへくらみ猶うたふ 岩の枕ねむらんときに 神と吾やあらんかも | 主よ御許に近づかん 登る道は十字架に ありともなど悲しむべき 主よ御許に近づかん 現し世をば離れて 天翔ける日来たらば いよいよまず御許に行き 主の笑顔を仰ぎ見ん |